# Cejoniusz Kommodus
Lucius Aelius Verus Caesar, urodzony jako Lucius Ceionius Commodus (ur. 13 stycznia 101, zm. 1 stycznia 138) – adoptowany syn cesarza rzymskiego Hadriana (od 136 roku). Wyniesiony przez niego do godności cezara i przewidywany na następcę, zmarł kilka miesięcy przed nim. Ojciec cesarza Lucjusza Werusa i Cejonii Fabii. 